# مسابقات جهانی ترامپولین ۲۰۱۰
مسابقات جهانی ترامپولین ۲۰۱۰ بیست و هفتمین دوره مسابقات جهانی ترامپولین است که در متز، فرانسه در ۱۱ تا ۱۳ نوامبر ۲۰۱۰ میلادی برگزار شده است.

## جدول مدال‌ها
| رتبه  | کشور                | طلا | نقره | برنز | مجموع |
| ۱     | چین                 | ۳   | ۳    | ۰    | ۶     |
| ۲     | روسیه               | ۲   | ۱    | ۳    | ۶     |
| ۳     | کانادا              | ۱   | ۰    | ۱    | ۲     |
| ۴     | پرتغال              | ۱   | ۰    | ۰    | ۱     |
| ۴     | اوکراین             | ۱   | ۰    | ۰    | ۱     |
| ۶     | فرانسه              | ۰   | ۱    | ۱    | ۲     |
| ۷     | آلمان               | ۰   | ۱    | ۰    | ۱     |
| ۷     | آفریقای جنوبی       | ۰   | ۱    | ۰    | ۱     |
| ۷     | ایالات متحده آمریکا | ۰   | ۱    | ۰    | ۱     |
| ۱۰    | ژاپن                | ۰   | ۰    | ۲    | ۲     |
| ۱۱    | بلاروس              | ۰   | ۰    | ۱    | ۱     |
| مجموع | مجموع               | ۸   | ۸    | ۸    | ۲۴    |